# Calceolaria sparsiflora
Calceolaria sparsiflora är en toffelblomsväxtart som beskrevs av Gustav Kunze. Calceolaria sparsiflora ingår i släktet toffelblommor, och familjen toffelblomsväxter. Inga underarter finns listade i Catalogue of Life.